# Andrea Gorys
Andrea Gorys (* 16. Juni 1961 in Göttingen) ist eine deutsche Klassische Archäologin, Reisejournalistin und Sachbuchautorin.
Andrea Gorys studierte Klassische Archäologie, Alte Geschichte sowie Ur- und Frühgeschichte an der Universität Göttingen und der Universität Bonn. Seit Studienbeginn nahm sie an zahlreichen archäologischen Ausgrabungen teil, so in Sorgenti della Nova (PT) in Italien sowie in Milet und Pergamon in der Türkei. Nach ihrem Magisterabschluss in Göttingen wechselte sie an die Universität München. Ein Aufbaustudiengang in Buchwissenschaften erfolgte bereits parallel zu Berufstätigkeit im Langenscheidt-Verlag und eigenen Publikationen. 1997/1998 führte sie eine ganzjährige Reise rund um das Mittelmeer. Seitdem bilden insbesondere die Türkei und Israel Interessenschwerpunkte ihrer Tätigkeit. Seit 1996 arbeitet sie als freiberufliche Autorin in Berlin. Andrea Gorys schreibt über Themen der Klassischen Archäologie, Kunstgeschichte, Numismatik und Landeskunde. Für den Band 73 (Göttingen 2) des Corpus Vasorum Antiquorum Deutschland fertigte sie Zeichnungen an.

## Schriften
- Istanbul, DuMont, Köln 1994 ISBN 3-7701-2775-7 (= DuMont-Reisetaschenbücher, Band 2081).
  - mehrere zum Teil grundlegend überarbeitete Auflagen und Neuauflagen, 4. Auflage 2014, ISBN 978-3-7701-7400-3.
- Wörterbuch Archäologie, dtv, München 1997 ISBN 3-423-32504-6.
  - Übersetzungen, Lizenzausgaben und digitale Ausgabe bei directmedia (2004).[2]
- Jerusalem und Umgebung, DuMont, Köln 1999 ISBN 3-7701-4082-6 (= DuMont-Reisetaschenbücher, Band 2178).
- mit Erhard Gorys: Heiliges Land, DuMont, Ostfildern 2006 ISBN 3-7701-6608-6 (= DuMont-Kunst-Reiseführer).
  - mehrere zum Teil grundlegend überarbeitete Auflagen und Neuauflagen
- mit Andreas Schikora und Bernhard Weisser: Wir sind ein Volk – Gemeinsame Münzthemen im geteilten Deutschland. Eine Ausstellung des Berliner Münzkabinetts und der Münze Berlin, Broschüre im Selbstverlag der Münze Berlin, Berlin 2010.

## Belege
1. ↑  Corpus Vasorum Antiquorum Deutschland Bd. 73: Göttingen Band 2: Korinthische und Etruskische Keramik, bearbeitet von Martin Bentz und Christiane Dehl-von Kaenel, 2001 ISBN 3-406-47450-0
2. ↑  Andrea Gorys: Wörterbuch Archäologie, CD-ROM, Directmedia Publishing, Band 82, Berlin 2004, ISBN 978-3-89853-482-6

| Personendaten    | Personendaten                                                          |
| ---------------- | ---------------------------------------------------------------------- |
| NAME             | Gorys, Andrea                                                          |
| KURZBESCHREIBUNG | deutsche Klassische Archäologin, Reisejournalistin und Sachbuchautorin |
| GEBURTSDATUM     | 16. Juni 1961                                                          |
| GEBURTSORT       | Göttingen                                                              |